# Hoa hậu Thế giới 2014
Hoa hậu Thế giới 2014, là cuộc thi Hoa hậu Thế giới lần thứ 64 diễn ra ngày 14 tháng 12 năm 2014 tại ExCeL London ở Luân Đôn, Anh. 121 thí sinh từ khắp nơi trên thế giới cùng tụ hội về Luân Đôn tham gia cuộc thi. Megan Young từ Philippines đã trao lại danh hiệu cho Rolene Strauss đại diện cho Nam Phi trong sự kiện này. Đây là lần thứ 2 chính thức Nam Phi được xướng tên với danh hiệu cao nhất và cũng là Hoa hậu Thế giới thứ 3 người Nam Phi.
Đây là lần đầu tiên sự kiện chung kết cuộc thi được phát trên các thiết bị di động, máy tính bảng các máy chơi game thông qua ứng dụng Hoa hậu Thế giới và YouTube và cũng là phiên bản cuối cùng của cuộc thi Hoa hậu Thế giới có phần thi áo tắm. Chủ tịch của cuộc thi, bà Julia Morley đã thông báo kể từ năm sau, phần thi áo tắm sẽ chính thức bị loại bỏ khỏi đấu trường nhan sắc lớn nhất hành tinh này.

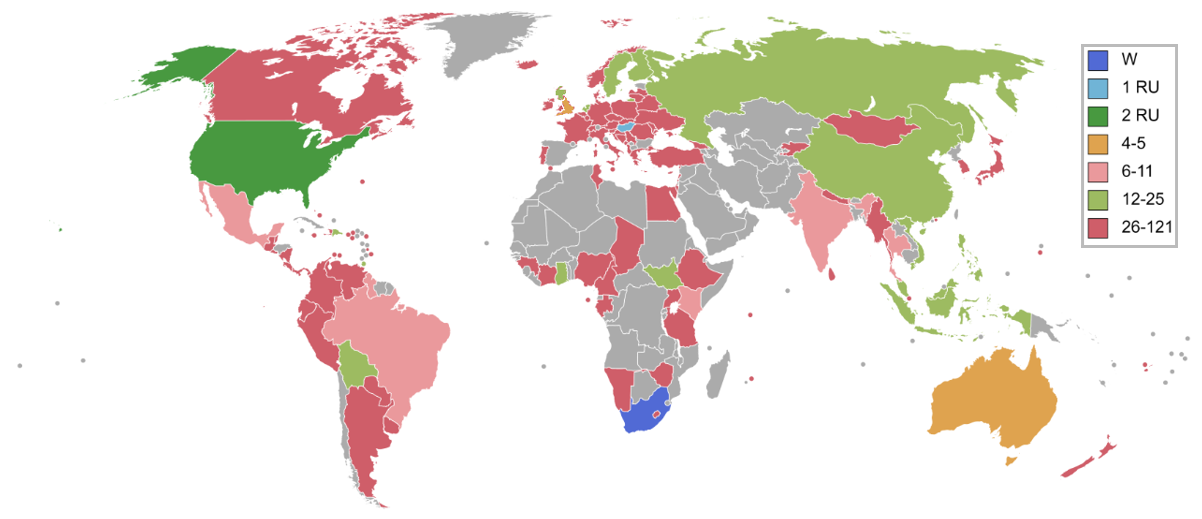
Các quốc gia và vùng lãnh thổ tham gia Hoa hậu Thế giới 2014 và kết quả.

## Xếp hạng

### Kết quả chung cuộc
| Kết quả cuối cùng     | Thí sinh |
| --------------------- | --- |
| Hoa hậu Thế giới 2014 | - Nam Phi – Rolene Strauss |
| Á hậu 1               | - Hungary – Edina Kulcsár |
| Á hậu 2               | - Hoa Kỳ – Elizabeth Safrit |
| Top 5                 | - Úc – Courtney Thorpe - Anh – Carina Tyrrell |
| Top 11                | - Brazil – Julia Gama - Guyana – Rafieya Husain - Kenya – Idah Nguma - Mexico – Daniela Alvarez - Ấn Độ – Koyal Rana - Thái Lan – Nonthawan Thongleng § |
| Top 25                | - Bolivia – Andrea Forfori - Trung Quốc – Du Yang - Cộng hòa Dominican – Dhío Moreno - Phần Lan – Krista Haapalainen - Ghana – Nadia Ntanu - Indonesia – Maria Rahajeng - Malaysia – Dewi Liana Seriestha - Hà Lan – Tatjana Maul - Ghana – Valerie Weigmann - Nga – Anastasia Kostenko - Scotland – Ellie McKeating - Nam Sudan – Awien Kuanyin-Agoth - Thụy Điển – Olivia Asplund - Trinidad và Tobago – Sarah Jane Waddell - Việt Nam – Nguyễn Thị Loan |

§ Thí sinh chiến thắng do bình chọn

### Các nữ hoàng sắc đẹp châu lục
| Châu lục       | Thí sinh                           |
| -------------- | ---------------------------------- |
| Châu Phi       | - Nam Phi – Rolene Strauss         |
| Châu Mỹ        | - Hoa Kỳ – Elizabeth Safrit        |
| Châu Á         | - Ấn Độ – Koyal Rana               |
| Vùng Caribe    | - Cộng hòa Dominican – Dhío Moreno |
| Châu Âu        | - Hungary - Edina Kulcsár          |
| Châu Đại dương | - Úc – Courtney Thorpe             |

## Các sự kiện

### Thể thao
Phần thi thể thao diễn ra vào ngày 25 tháng 11. Có 32 thí sinh được vào bán kết, 8 người mỗi nhóm và sẽ tham dự các sự kiện thể thao trong nhà vào ngày 26 tháng 11. 5 môn thể thao là: nhảy xa, 60 metre sprints, dreaded bleep test, kéo co và 4 X 200m relays.
| Kết quả     | Kết quả     | Thí sinh |
| ----------- | ----------- | --- |
| Chiến thắng | Chiến thắng | - Phần Lan - Krista Haapalainen |
| Hạng 2      | Hạng 2      | - Hungary - Edina Kulcsár |
| Hạng 3      | Hạng 3      | - Nam Phi - Rolene Strauss |
| Hạng 4      | Hạng 4      | - Serbia – Milica Vuklis |
| Hạng 5      | Hạng 5      | - Wales – Alice Ford |
| Top 29      | Đội xanh    | - Úc – Courtney Thorpe - Bắc Ireland – Rebekah Shirley - Na Uy – Monica Pedersen - Paraguay – Myriam Arévalos - Trinidad và Tobago – Sarah Jane Waddell - Thổ Nhĩ Kỳ – Amine Gülşe - Hoa Kỳ – Elizabeth Safrit |
| Top 29      | Đội xanh lá | - Belarus – Viktoria Mihanovich - Iceland – Tanja Ýr Ástþórsdóttir - Ấn Độ – Koyal Rana - Jamaica – Laurie-Ann Chin - Mông Cổ – Battsetseg Turbat - Serbia – Milica Vuklis - Việt Nam – Nguyễn Thị Loan        |
| Top 29      | Đội đỏ      | - Áo – Julia Furdea - Brasil – Julia Gama - Colombia – Leandra García - Anh – Carina Tyrrell - Gibraltar – Shyanne Azzopardi - México – Daniela Álvarez - Wales – Alice Ford                                   |
| Top 29      | Đội vàng    | - Bờ Biển Ngà – Yéo Jennifer - Cộng hòa Séc – Tereza Skoumalová - Ecuador – Virginia Limongi - El Salvador – Larissa Vega - Đức – Egzonita Ala - Haiti – Carolyn Desert - Lesotho – Nthole Matela              |

| Các môn thể thao   | Chiến thắng (Nhóm/Thí sinh) |
| ------------------ | --- |
| Nhảy xa            | - Hungary – Edina Kulcsár |
| 60 Metre Sprints   | - Bờ Biển Ngà – Yéo Jennifer |
| Dreaded Bleep Test | - Nam Phi – Rolene Strauss |
| Kéo co             | Đội đỏ： - Áo – Julia Furdea - Brazil – Julia Gama - Colombia – Leandra García - Anh – Carina Tyrrell - Gibraltar – Shyanne Azzopardi - Mexico – Daniela Álvarez - Wales – Alice Ford |
| 4 X 200m Relays    | Đội vàng： - Bờ Biển Ngà – Yéo Jennifer - Cộng hoà Séc – Tereza Skoumalová - Phần Lan – Krista Haapalainen - Haiti – Carolyn Desert                                                   |

### Hoa hậu Tài năng
| Kết quả     | Thí sinh                                                                            |
| ----------- | ----------------------------------------------------------------------------------- |
| Chiến thắng | - Malaysia - Dewi Liana Seriestha                                                   |
| Á hậu       | - Scotland - Ellie McKeating                                                        |
| Top 5       | - Nga - Anastasia Kostenko - Thụy Điển - Olivia Asplund - Hoa Kỳ - Elizabeth Safrit |

### Hoa hậu Siêu mẫu
| Kết quả     | Thí sinh |
| ----------- | --- |
| Chiến thắng | - Bosna và Hercegovina - Isidora Borovčanin |
| Top 5       | - Úc - Courtney Thorpe - Trung Quốc - Du Yang - Hungary - Edina Kulcsár - Nam Sudan - Awien Kuanyin-Agoth |
| Top 20      | - Croatia - Antonija Gogić - Cộng hòa Séc - Tereza Skoumalová - Cộng hòa Dominica - Dhío Moreno - Pháp - Flora Coquerel - Haiti - Carolyn Desert - Ấn Độ - Koyal Rana - México - Daniela Álvarez - Mông Cổ - Battsetseg Turbat - Namibia - Brumhilda Ochs - Puerto Rico - Genesis Davila - Nga - Anastasia Kostenko - Scotland - Ellie McKeating - Nam Phi - Rolene Strauss - Thổ Nhĩ Kỳ - Amine Gülşe - Zimbabwe - Tendai Hunda |

### Hoa hậu Bãi biển
Phần thi Hoa hậu Bãi biển năm nay vẫn diễn ra với hình thức như mọi năm. Các thí sinh sẽ trình diễn những bộ áo tắm và được chấm điểm hình thể. Tuy nhiên, các hình ảnh của thí sinh chỉ được lưu hành nội bộ giữa Ban giám khảo và những người liên quan đến cuộc thi chứ không được phát sóng tới khán giả trong đêm chung kết.
| Kết quả     | Thí sinh                                                                                        |
| ----------- | ----------------------------------------------------------------------------------------------- |
| Chiến thắng | - Thụy Điển - Olivia Asplund                                                                    |
| Top 5       | - Ấn Độ - Koyal Rana - Kenya - Idah Nguma - México - Daniela Álvarez - Nam Phi - Rolene Strauss |

### Giải thưởng truyền thông
| Kết quả     | Thí sinh                                                                                      |
| ----------- | --------------------------------------------------------------------------------------------- |
| Chiến thắng | - Hoa Kỳ - Elizabeth Safrit                                                                   |
| Top 5       | - Anh - Carina Tyrrell - Guyana - Rafieya Husain - Ấn Độ - Koyal Rana - Hà Lan - Tatjana Maul |

### Hoa hậu Nhân ái
| Kết quả     | Thí sinh |
| ----------- | --- |
| Chiến thắng | - Brasil - Julia Gama - Guyana - Rafieya Husain - Ấn Độ - Koyal Rana - Indonesia - Maria Sastrayu - Kenya - Idah Nguma               |
| Top 10      | - Bolivia - Andrea Forfori - Anh - Carina Tyrrell - Philippines - Valerie Weigmann - Nam Phi - Rolene Strauss - Hà Lan- Tatjana Maul |

#### Thí sinh được bình chọn
| Kết quả     | Thí sinh |
| ----------- | --- |
| Chiến thắng | - Thái Lan - Nonthawan Thongleng |
| Top 10      | - Úc - Courtney Thorpe - Barbados - Zoé Trotman - Canada - Annora Bourgeault - Tchad - Sakadi Djivra - Haiti - Carolyn Desert - Ấn Độ - Koyal Rana - Nepal - Subin Limbu - Philippines -Valerie Weigmann - Tanzania - Happiness Watimanya |
| Top 25      | - Albania - Xhensila Pere - Argentina - Yoana Don - Bermuda - Lillian Lightbourn - Cameroon - Larissa Ngangoum - Trung Quốc - Du Yang - Pháp - Flora Coquerel - Indonesia - Maria Sastrayu - Nhật Bản - Hikaru Kawai - Kenya - Idah Nguma - México - Daniela Álvarez - Mông Cổ - Battsetseg Turbat - Hà Lan - Tatjana Maul - Nga - Anastasia Kostenko - Nam Phi - Rolene Strauss - Uganda - Leah Kalanguka |

### Charity Gala
| Nhóm | Thí sinh                                                                                           |
| ---- | -------------------------------------------------------------------------------------------------- |
| 1    | - Barbados - Zoé Trotman - Quần đảo Virgin (Anh) - Rosanna Chichester - Mauritius - Sheetal Khadun |
| 2    | - Bắc Ireland - Rebekah Shirley - Tây Ban Nha - Lourdes Rodríguez - Hoa Kỳ - Elizabeth Safrit      |
| 3    | - Ấn Độ - Koyal Rana - Kenya - Idah Nguma - Việt Nam - Nguyễn Thị Loan                             |
| 4    | - Bỉ - Anissa Blondin - Fiji - Charlene Tafuna'i - Tanzania - Happiness Watimanya                  |
| 5    | - Bờ Biển Ngà - Yéo Jennifer - Gruzia - Ana Zubashvili - Venezuela - Debora Menicucci              |
| 6    | - Cộng hòa Séc - Tereza Skoumalová - Namibia - Brumhilda Ochs - New Zealand - Arielle Garciano     |
| 7    | - Croatia - Antonija Gogić - Hàn Quốc - Hwa-Young Song - Tunisia - Wahiba Arres                    |

### Giải thưởng đặc biệt

#### Thiết kế trang phục đẹp nhất
| Kết quả     | Thí sinh                          |
| ----------- | --------------------------------- |
| Chiến thắng | - Ấn Độ - Koyal Rana              |
| Hạng 2      | - Cộng hòa Dominica - Dhio Moreno |
| Hạng 3      | - Scotland - Ellie McKeating      |

## Các giám khảo
- Julia Morley - Chủ tịch tổ chức Hoa hậu Thế giới
- Rudy Salles - Thành viên quốc hội Pháp
- Jody Reynolds - Cựu chủ tịch Variety International
- Marsha-Rae Ratcliff - Thành viên Variety International
- Tony Hatch - Nhạc sĩ
- Agbani Darego - Hoa hậu Thế giới 2001 từ Nigeria
- Azra Akin - Hoa hậu Thế giới 2002 từ Thổ Nhĩ Kỳ
- Trương Tử Lâm - Hoa hậu Thế giới 2007 từ Trung Quốc
- Kaiane Aldorino - Hoa hậu Thế giới 2009 từ Gibraltar

## Biểu diễn âm nhạc
- Sky Blu
- The Vamps

## Các thí sinh
121 thí sinh tham gia cuộc thi:
| Country/Territory     | Contestant             | Age | Hometown             |
| Albania               | Xhensila Pere          | 25  | Pogradec             |
| Argentina             | Yoana Don              | 23  | Santiago del Estero  |
| Aruba                 | Joitza Henriquez       | 21  | Oranjestad           |
| Úc                    | Courtney Thorpe        | 23  | Queensland           |
| Áo                    | Julia Furdea           | 20  | Asten                |
| Bahamas               | Rosetta Cartwright     | 19  | Nassau               |
| Barbados              | Zoé Trotman            | 22  | Bridgetown           |
| Belarus               | Viktoria Mihanovich    | 21  | Smarhon              |
| Bỉ                    | Anissa Blondin         | 22  | Brussels             |
| Belize                | Raquel Badillo         | 21  | Thành phố Belize     |
| Bermuda               | Lillian Lightbourn     | 24  | Hamilton             |
| Bolivia               | Andrea Forfori         | 25  | Santa Cruz           |
| Bosnia & Herzegovina  | Isidora Borovčanin     | 19  | Pale                 |
| Brasil                | Julia Gama             | 21  | Porto Alegre         |
| Quần đảo Virgin (Anh) | Rosanna Chichester     | 25  | Road Town            |
| Cameroon              | Larissa Ngangoum       | 24  | Yaounde              |
| Canada                | Annora Bourgeault      | 21  | Regina               |
| Tchad                 | Sakadi Djivra          | 21  | Abéché               |
| Trung Quốc            | Du Yang                | 22  | Bắc Kinh             |
| Colombia              | Leandra García         | 21  | Cali                 |
| Costa Rica            | Natasha Sibaja         | 23  | San José             |
| Bờ biển Ngà           | Yéo Jennifer           | 18  | Aboisso              |
| Croatia               | Antonija Gogić         | 19  | Zagreb               |
| Curaçao               | Gayle Sulvaran         | 19  | Willemstad           |
| Síp                   | Ioánna Filíppou        | 19  | Nicosia              |
| Cộng hòa Séc          | Tereza Skoumalová      | 24  | Ostrava              |
| Đan Mạch              | Pernille Sørensen      | 23  | Aalborg              |
| Cộng hòa Dominica     | Dhío Moreno            | 24  | Santo Domingo        |
| Ecuador               | Virginia Limongi       | 20  | Portoviejo           |
| Ai Cập                | Amina Ashraf           | 19  | Giza                 |
| El Salvador           | Larissa Vega           | 21  | Santa Ana            |
| Anh                   | Carina Tyrrell         | 24  | Cambridge            |
| Guinea Xích Đạo       | Agnes Cheba            | 19  | Luba                 |
| Ethiopia              | Yirgalem Hadish        | 23  | Addis Ababa          |
| Fiji                  | Charlene Tafuna'i      | 20  | Nadi                 |
| Phần Lan              | Krista Haapalainen     | 24  | Helsinki             |
| Pháp                  | Flora Coquerel         | 20  | Morancez             |
| Gabon                 | Jessie Lekery          | 24  | Moyen-Ogooué         |
| Gruzia                | Ana Zubashvili         | 21  | Tbilisi              |
| Đức                   | Egzonita Ala           | 18  | Stuttgart            |
| Ghana                 | Nadia Ntanu            | 23  | Accra                |
| Gibraltar             | Shyanne Azzopardi      | 23  | Gibraltar            |
| Hy Lạp                | Eleni Kokkinou         | 20  | Athens               |
| Guadeloupe            | Wendy Metony           | 20  | Le Gosier            |
| Guam                  | Chanel Cruz Jarrett    | 20  | Agana Heights        |
| Guatemala             | Keyla Bermudez         | 22  | Thành phố Guatemala  |
| Guinée                | Halimatou Diallo       | 20  | Conakry              |
| Guyana                | Rafieya Husain         | 21  | Anna Regina          |
| Haiti                 | Carolyn Desert         | 25  | Port-au-Prince       |
| Hồng Kông             | Erin Wong              | 23  | Kowloon              |
| Hungary               | Edina Kulcsár          | 24  | Budapest             |
| Iceland               | Tanja Ýr Ástþórsdóttir | 22  | Hafnarfjörður        |
| Ấn Độ                 | Koyal Rana             | 21  | New Delhi            |
| Indonesia             | Maria Sastrayu         | 22  | Mamuju               |
| Ireland               | Jessica Hayes          | 20  | Cork                 |
| Israel                | Mor Maman              | 20  | Beersheba            |
| Ý                     | Silvia Cataldi         | 24  | Sannicola            |
| Jamaica               | Laurie-Ann Chin        | 21  | Montego Bay          |
| Nhật Bản              | Hikaru Kawai           | 19  | Sendai               |
| Kenya                 | Idah Nguma             | 22  | Machakos             |
| Hàn Quốc              | Hwa-Young Song         | 23  | Suwon                |
| Kyrgyzstan            | Aikol Alikzhanova      | 24  | Jalal-Abad           |
| Latvia                | Liliana Garkalne       | 19  | Riga                 |
| Liban                 | Saly Greige            | 24  | Beirut               |
| Lesotho               | Nthole Matela          | 21  | Mapoteng             |
| Litva                 | Agnė Kavaliauskaitė    | 21  | Vilnius              |
| Luxembourg            | Frédérique Wolff       | 19  | Luxembourg           |
| Malaysia              | Dewi Liana Seriestha   | 25  | Sarawak              |
| Malta                 | Joanna Galea           | 24  | Valletta             |
| Martinique            | Anaïs Delwaulle        | 20  | Fort-de-France       |
| Mauritius             | Sheetal Khadun         | 25  | Port Louis           |
| México                | Daniela Álvarez        | 21  | Cuernavaca           |
| Moldova               | Alexandra Caruntu      | 18  | Ungheni              |
| Mông Cổ               | Battsetseg Turbat      | 23  | Ulan Bator           |
| Montenegro            | Nataša Novaković       | 18  | Podgorica            |
| Myanmar               | Wyne Lay               | 19  | Naypyidaw            |
| Namibia               | Brumhilda Ochs         | 22  | Windhoek             |
| Nepal                 | Subin Limbu            | 23  | Dharan               |
| Hà Lan                | Tatjana Maul           | 25  | The Hague            |
| New Zealand           | Arielle Garciano       | 22  | Lyttelton            |
| Nicaragua             | Yumara López           | 20  | Rivas                |
| Nigeria               | Iheoma Nnadi           | 19  | Akwa Ibom State      |
| Bắc Ireland           | Rebekah Shirley        | 19  | Belfast              |
| Na Uy                 | Monica Pedersen        | 25  | Moelv                |
| Panama                | Nicole Pinto           | 21  | Thành phố Panama     |
| Paraguay              | Myriam Arévalos        | 21  | Asunción             |
| Perú                  | Sofia Rivera           | 24  | Oxapampa             |
| Philippines           | Valerie Weigmann       | 25  | Albay                |
| Ba Lan                | Ada Sztajerowska       | 22  | Piotrków Trybunalski |
| Bồ Đào Nha            | Zita Oliveira          | 24  | Lisbon               |
| Puerto Rico           | Genesis Davila         | 22  | Arroyo               |
| România               | Bianca Fanu            | 25  | Timisoara            |
| Nga                   | Anastasia Kostenko     | 20  | Salsk                |
| São Tomé & Príncipe   | Djeissica Barbosa      | 19  | São Tomé             |
| Scotland              | Ellie McKeating        | 19  | Milngavie            |
| Serbia                | Milica Vuklis          | 21  | Belgrade             |
| Seychelles            | Camilla Estico         | 23  | Victoria             |
| Singapore             | Dalreena Poonam Gill   | 20  | Bedok                |
| Slovakia              | Laura Longauerová      | 18  | Detva                |
| Slovenia              | Julija Bizjak          | 20  | Lesce                |
| Nam Phi               | Rolene Strauss         | 22  | Volksrust            |
| Nam Sudan             | Awien Kuanyin-Agoth    | 19  | Gogrial              |
| Tây Ban Nha           | Lourdes Rodríguez      | 20  | Daimiel              |
| Sri Lanka             | Chulakshi Ranathunga   | 25  | Colombo              |
| Thụy Điển             | Olivia Asplund         | 18  | Stockholm            |
| Thụy Sĩ               | Dijana Cvijetic        | 20  | Gossau               |
| Tanzania              | Happiness Watimanya    | 20  | Dodoma               |
| Thái Lan              | Nonthawan Thongleng    | 20  | Surat Thani          |
| Trinidad và Tobago    | Sarah Jane Waddell     | 24  | Carenage             |
| Tunisia               | Wahiba Arres           | 20  | Menzel Bourguiba     |
| Thổ Nhĩ Kỳ            | Amine Gülşe            | 21  | Izmir                |
| Uganda                | Leah Kalanguka         | 21  | Iganga               |
| Ukraina               | Andriana Khasanshin    | 19  | Lviv                 |
| Hoa Kỳ                | Elizabeth Safrit       | 22  | Kannapolis           |
| Uruguay               | Romina Fernández       | 20  | Montevideo           |
| Quần đảo Virgin (Mỹ)  | Aniska Tonge           | 20  | St. Thomas           |
| Venezuela             | Debora Menicucci       | 23  | Caracas              |
| Việt Nam              | Nguyễn Thị Loan        | 24  | Thái Bình            |
| Wales                 | Alice Ford             | 21  | Cardiff              |
| Zimbabwe              | Tendai Humda           | 23  | Chitungwiza          |

## Hoa hậu Honduras 2014
Tháng 4 năm 2014, Maria Jose Alvarado đã đoạt danh hiệu Hoa hậu Thế giới Honduras, và trở thành đại diện đến Luân Đôn, Anh tham dự cuộc thi Hoa hậu Thế giới năm nay. Tuy nhiên, đến ngày 13 tháng 11 cô cùng với chị gái của mình là Sofia Trinidad được xác nhận mất tích. Đến ngày 19 tháng 11 năm 2014 - chỉ trước ngày khi cô lên đường tham dự cuộc thi - Alvarado và chị gái của cô đã được tìm thấy. Họ đã bị sát hại bởi người bạn trai của chị gái cô. Thi thể của hai chị em Hoa hậu đã được chôn cất trong làng Cablotales. Tổ chức cuộc thi Hoa hậu Honduras quyết định sẽ không trao lại vương miện của Alvarado cho Á hậu 1; đồng nghĩa với việc quốc gia của họ sẽ không có đại diện tại cuộc thi trong năm nay. Vào tháng 11 năm 2014, chủ tịch của cuộc thi Hoa hậu Thế giới, bà Julia Morley và tất cả các thí sinh tham gia cuộc thi Hoa hậu Thế giới 2014 đã tổ chức một lễ tưởng nhớ Alvarado và chị gái của cô.

## Liên kết
- Trang chủ của cuộc thi Hoa hậu Thế giới